# Nina Stoelting
Nina Stoelting (* 1966 in Wiesbaden) ist eine deutsche Künstlerin.

## Leben
Nina Stoelting studierte zunächst Architektur an der TU Darmstadt und der Escuela Tecnica Superior de Arquitectura in Barcelona, abschließend bis 1993. Nach Mitarbeit in renommierten Architekturbüros mit dem Schwerpunkt Wettbewerbe entschied sie sich zur Promotion in Kunstgeschichte, die sie 1998 in Darmstadt abschloss. Einen Master machte Nina Stoelting von 1995 bis 1997 in Salzburg im Rahmen des European Executive Program for the Arts and Media (Universität Linz).
Schon während dieser umfassenden akademischen Ausbildung arbeitete sie intensiv im künstlerischen Bereich und nahm seit 1997 regelmäßig an zahlreichen Einzel- und Gruppenausstellungen im In- und Ausland teil.
Nina Stoeltings Zugang zur Kunst ist von einem interdisziplinären Interesse geprägt. Bis 2004 betrieb sie mit dem Künstler Gábor Török in Frankfurt ein Theater, kuratierte zahlreiche Ausstellungen und war Dozentin für Malerei an der Sommerakademie Schwalenberg.
Ergänzt von ausgedehnten Artist-in-Residence-Aufenthalten lebt und arbeitet sie als freischaffende Künstlerin in Wiesbaden.

## Werk
Zentral für die Arbeiten von Nina Stoelting ist das Thema Struktur. Natur und Geschichte, vielfach in Kombination, bilden die gedankliche Grundlage ihrer meist in großen Zyklen ausgeführten Arbeiten und bestimmen die Motivwahl.
"Die Werke von Nina Stoelting sind ein existenzialistischer Niederschlag ihres Wesens und ihrer Persönlichkeitsstruktur. Deren Hauptmerkmal ist die elementare Naturverbundenheit."
- 2023: Residenzstipendium Saint Mathieu de Tréviers, Frankreich
- 2022: Residenzstipendium artbellwald.ch
- 2021: Brückenstipendium der Hessischen Kulturstiftung; Residenzstipendium Internationales Sommeratelier Aschersleben
- 2020: Projektstipendium & Arbeitsstipendium der Hessischen Kulturstiftung
- 2015: Hessischer Denkmalschutzpreis
- 2011: 1. Preis Hofgartenplatz, Wiesbaden
- 2009: International workshop Medana, Slowenien
- 2003: Förderpreis der Naspa-Stiftung
- 2001: Studienfahrtenpreis Heussenstammstiftung
- 2000: Förderpreis der Naspa-Stiftung
- 1999: Arbeitsaufenthalt in Budapest, Walz-Stiftung
- 1996: Stipendium der Stiftung Niedersachsen

## Werke in öffentlichen Sammlungen
- Vendémiaires, Saint Mathieu de Tréviers (Frankreich)
- Art Bellwald (Schweiz)
- Bestehornpark, Stadt Aschersleben
- Nassauische Sparkasse, Wiesbaden Stammhaus
- Georg Müller Stiftung, Hattenheim
- Staatsweingüter Kloster Eberbach, Rheingau
- Handwerkskammer Wiesbaden

### Kataloge (Auswahl)
- Nina Stoelting, Die Partitur des Windes / Melodic Breezes, Wiesbaden 2021, ISBN 978-3-00-067568-3.
- Nina Stoelting, Unser täglich Brot gib uns heute / Give us today our daily bread, Wiesbaden 2020, ISBN 978-3-00-065059-8.
- Nina Stoelting, Makros / Macros, Wiesbaden 2019, ISBN 978-3-00-061806-2.
- Nina Stoelting, X Quadratmeter Berlin / X Squaremeters Berlin, Wiesbaden 2019, ISBN 978-3-00-061807-9.
- Kunst=Vielfalt, 32 Künstler – 32 Galerien, Landesverband der Galerien in Hessen und Rheinland-Pfalz, Wiesbaden 2013
- Nina Stoelting, Mythos Wald, Galerie Draheim, Wiesbaden 2010, ISBN 978-3-00-032599-1.
- Brot – Form und Symbol, Museum der Brotkultur, Ulm 2005
- Nina Stoelting, Le goût de la terre, Wiesbaden 2003
- Nina Stoelting, Weinprobe, Wiesbaden 2000

### Eigene Publikation
- Christina Stoelting, Inszenierung von Kunst, Die Emanzipation der Ausstellung zum Kunstwerk, VDG, Weimar 2000, ISBN 3-89739-103-1.

## Bibliographie
- ninastoelting.de

## Filmbeiträge (Auswahl)
- Stück Geschichte, Wiesbaden, Big City TV
- Le goût de la terre, Haus der Nachhaltigkeit, Johanniskreuz, SWR
- Mythos Wald, Big City TV
- Le goût de la terre, Kloster Eberbach, HR